# 武周

武周
周

周（しゅう、690年 - 705年）は、武則天が唐に代わり建てた王朝。先秦時代の周朝や南北朝時代の北周などと区別するため、武周或いは南周とも呼ばれる。武則天は中国の歴史上の唯一の女帝であった。
載初元年（690年）9月9日、唐の先帝睿宗等の6万人以上が国号を改称することを上奏した。武則天は国号を唐から周に改め、国都を洛陽に定め、自らの尊号に聖神皇帝と定めた。神龍元年（705年）、宰相の張柬之等が宮廷で政変を起こし、武則天を退位させた。中宗は復位し、唐の旧制を復活させた。同年12月、武則天は上陽宮で没した。

## 歴史

### 武則天の登位
唐の宗室の挙兵を打ち破った後、武后は女帝出現を暗示する預言書（仏典中の『大雲経』に仮託して創作された疑経）を全土に流布させ、また周代に存在したとされる「明堂」（聖天子がここで政治を行った）を宮城内に建造させ、権威の強化を謀り、帝位簒奪の準備を行った。
天授元年（690年）、武后は自ら帝位に就いた。国号を「周」とし、自らを聖神皇帝と称し、天授と改元した。睿宗は皇太子に格下げされ、李姓に代えて武姓を与えられた。この王朝を「武周」と呼ぶ。

### 治世

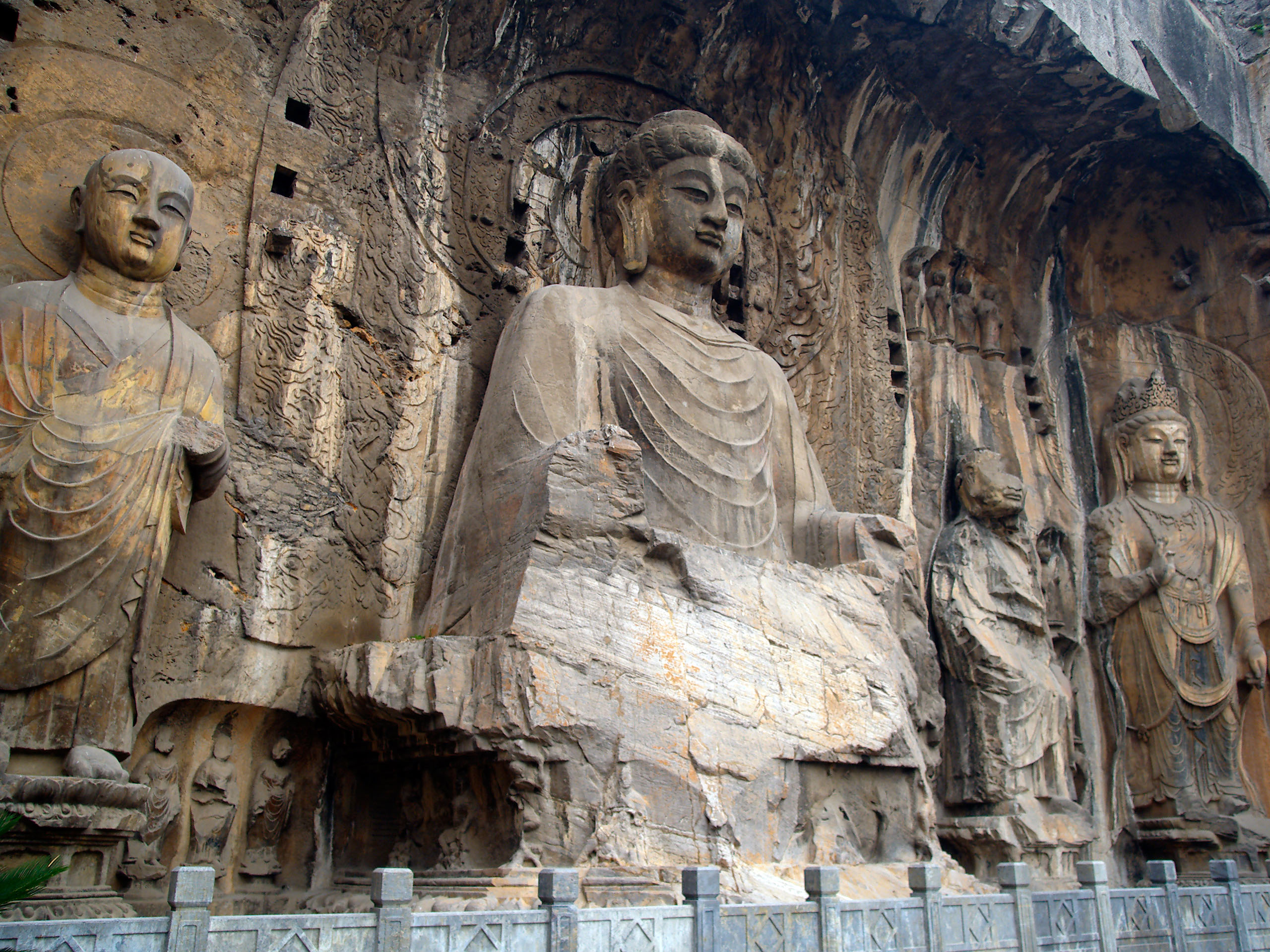
奉先寺大仏

帝室を老子の末裔と称し「道先仏後」だった唐王朝と異なり、武則天は仏教を重んじ、朝廷での席次を「仏先道後」に改めた。諸寺の造営、寄進を盛んに行った他、自らを弥勒菩薩の生まれ変わりと称し、このことを記したとする『大雲経』を創り、これを納める「大雲経寺」を全国の各州に造らせた。
武則天の治世において最も重要な役割を果たしたのが、高宗の時代から彼女が実力を見い出し、重用していた稀代の名臣、狄仁傑である。武則天は狄仁傑を宰相として用い、その的確な諫言を聞き入れ、国内外において発生する難題の処理に当たり、成功を収めた。また、治世後半期には姚崇・宋璟などの実力を見抜いてこれを要職に抜擢した。後にこの2名は玄宗の時代に開元の治を支える名臣と称される人物である。武則天の治世の後半は、狄仁傑らの推挙により数多の有能な官吏を登用したこともあり、宗室の混乱とは裏腹に政権の基盤は盤石なものとなっていった。

### 滅亡
晩年の武則天が病床に臥せがちとなると、宮廷内では唐復活の機運が高まった（武則天は武姓にこだわって甥に帝位を譲ろうとしていたが、「子をさしおいて甥に譲るのは礼に反する」との狄仁傑の反対で断念していた。子とは即ち高宗との子であり、唐王朝の復活となる）。当時、武則天の寵愛を受け横暴を極めた張易之・張昌宗兄弟を除くために、神龍元年1月24日（705年2月22日）、宰相の張柬之は中宗を東宮に迎え、兵を発して張兄弟を斬り、武則天に則天大聖皇帝の尊称を奉ることを約束して位を退かせた。これにより中宗は復位し、国号も唐に戻ることになった。しかし、武氏の眷属は李氏宗室を筆頭とする唐朝貴族と密接な姻戚関係を構築しており、武則天自身も太后としての立場を有していたため、唐朝再興に伴う粛清は太平公主や武三思などには及ばず命脈を保った。その後まもなく武則天は死去し、706年（神龍2年）5月、乾陵に高宗と合葬された。唐代の帝陵は、五代十国の後梁の次代に、京兆尹の温韜にすべてが盗掘される羽目にあったが、乾陵のみは発掘予定の夏に激しい雷雨が数晩続き、不成功に終わったという。

## 歴代君主と年号
| 肖像                            | 廟号                | 諡号                          | 姓名   | 生没年                      | 在位          | 備考                           | 年号          | 陵   |
| ------------------------------- | ------------------- | ----------------------------- | ------ | --------------------------- | ------------- | ------------------------------ | ------------- | ---- |
| —                               | —                   | 斉聖皇帝 （武則天追号）       | 啓     | ？                          | —             | 夏の2代君主                    | —             | —    |
|                                 | 始祖 （武則天追尊） | 文皇帝 （武則天追号）         | 姫昌   | 紀元前1152年 - 紀元前1046年 | —             | 周朝の始祖                     | —             | —    |
| —                               | 睿祖 （武則天追尊） | 康皇帝 （武則天追号）         | 姫某   | ？                          | —             | 周の平王（東周の初代君主）の子 | —             | 喬陵 |
| —                               | 厳祖 （武則天追尊） | 成皇帝 （武則天追号）         | 武克己 | ？                          | —             | 武則天の玄祖父                 | —             | 節陵 |
| —                               | 粛祖 （武則天追尊） | 章敬皇帝 （武則天追号）       | 武居常 | ？                          | —             | 武則天の高祖父                 | —             | 簡陵 |
| —                               | 烈祖 （武則天追尊） | 渾元昭安皇帝 （武則天追号）   | 武倹   | ？                          | —             | 武則天の曾祖父                 | —             | 靖陵 |
| —                               | 顕祖 （武則天追尊） | 立極文穆皇帝 （武則天追号）   | 武華   | ？                          | —             | 武則天の祖父                   | —             | 永陵 |
| —                               | 太祖 （武則天追尊） | 無上孝明高皇帝 （武則天追号） | 武士彠 | 559年 - 635年               | —             | 武則天の父                     | —             | 昊陵 |
|                                 | —                   | 則天大聖皇后                  | 武曌   | 624年 - 705年               | 690年 - 705年 | 天授                           | 690年 - 692年 | 乾陵 |
| 如意                            | —                   | 則天大聖皇后                  | 武曌   | 624年 - 705年               | 690年 - 705年 | 692年                          |               | 乾陵 |
| 天后 （中宗李顕改号）           | —                   | 長寿                          | 武曌   | 624年 - 705年               | 690年 - 705年 | 692年 - 694年                  |               | 乾陵 |
| 天后 （中宗李顕改号）           | —                   | 延載                          | 武曌   | 624年 - 705年               | 690年 - 705年 | 694年                          |               | 乾陵 |
| 大聖天后 （睿宗李旦追号）       | —                   | 証聖                          | 武曌   | 624年 - 705年               | 690年 - 705年 | 695年                          |               | 乾陵 |
| 大聖天后 （睿宗李旦追号）       | —                   | 天冊万歳                      | 武曌   | 624年 - 705年               | 690年 - 705年 | 695年                          |               | 乾陵 |
| 天后聖帝 （睿宗李旦追号）       | —                   | 万歳登封                      | 武曌   | 624年 - 705年               | 690年 - 705年 | 695年 - 696年                  |               | 乾陵 |
| 天后聖帝 （睿宗李旦追号）       | —                   | 万歳通天                      | 武曌   | 624年 - 705年               | 690年 - 705年 | 696年 - 697年                  |               | 乾陵 |
| 聖后 （睿宗李旦改号）           | —                   | 神功                          | 武曌   | 624年 - 705年               | 690年 - 705年 | 697年                          |               | 乾陵 |
| 聖后 （睿宗李旦改号）           | —                   | 聖暦                          | 武曌   | 624年 - 705年               | 690年 - 705年 | 698年 - 700年                  |               | 乾陵 |
| 則天皇后 （玄宗李隆基追号）     | —                   | 久視                          | 武曌   | 624年 - 705年               | 690年 - 705年 | 700年 - 701年                  |               | 乾陵 |
| 則天皇后 （玄宗李隆基追号）     | —                   | 大足                          | 武曌   | 624年 - 705年               | 690年 - 705年 | 701年                          |               | 乾陵 |
| 則天順聖皇后 （玄宗李隆基追号） | —                   | 長安                          | 武曌   | 624年 - 705年               | 690年 - 705年 | 701年 - 705年                  |               | 乾陵 |
| 則天順聖皇后 （玄宗李隆基追号） | —                   | 神龍                          | 武曌   | 624年 - 705年               | 690年 - 705年 | 705年                          |               | 乾陵 |